# Производство кофе в Коста-Рике

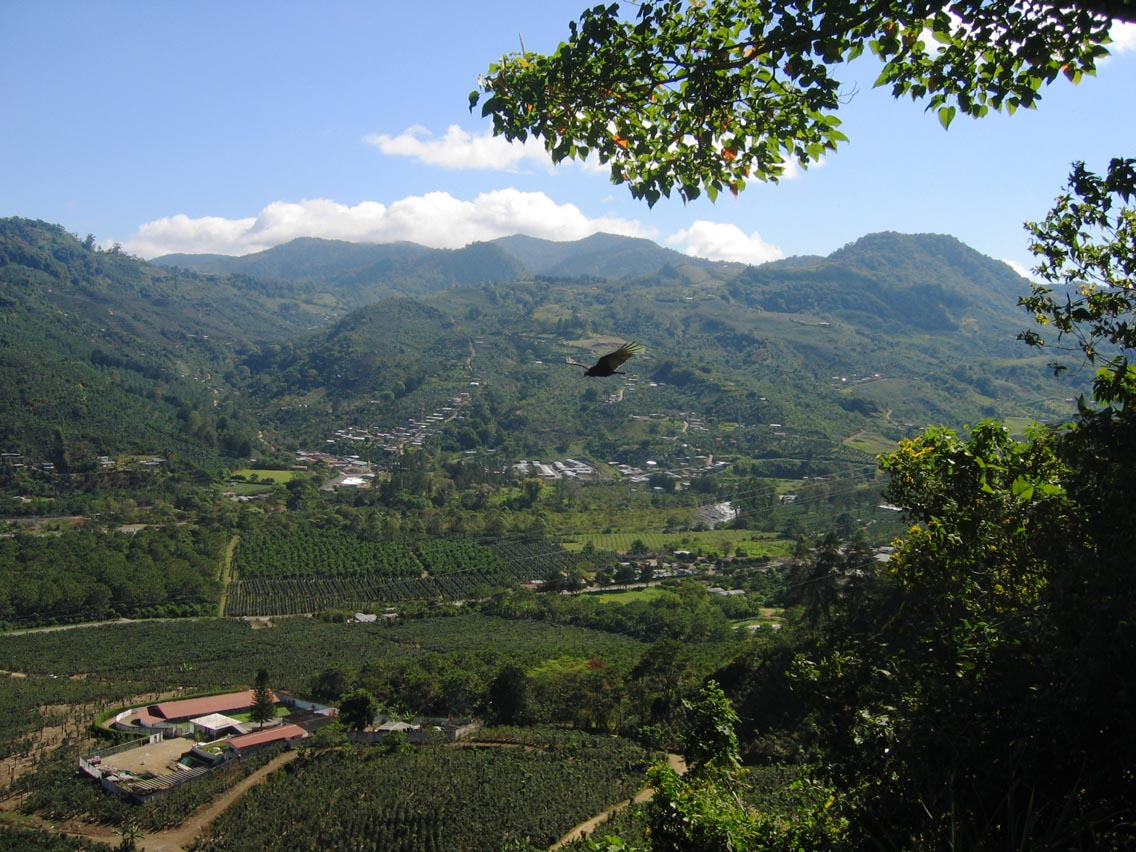
Плантация кофе в долине Ороси

Производство кофе исторически является важной отраслью экономики Коста-Рики.
Кофе, производимый на Коста-Рике, отличается повышенным содержанием кофеина, что позволяет смешивать его с другими, менее кофеинсодержащими, сортами. Собственно, Коста-Рика является единственной страной в мире, которая может выращивать «Арабику» с соблюдением всех требований, предъявляемых к этому сорту. Это связано с уникальными особенностями страны — уровнем кислотности и органическим составом почвы, а также климатом и географическим положением Коста-Рики, идеально подходящим для кофейных плантаций. Кофейные зёрна, растущие на склонах гор, отличаются высоким качеством и великолепными вкусовыми характеристиками по сравнению с кофе, произросшим на равнинных плантациях. Климат Коста-Рики имеет два основных сезона — влажный, во время которого происходит произрастание и созревание зёрен, и сухой, когда подходит пора собирать урожай.
Среди регионов Коста-Рики, которые считаются максимально урожайными, где собирается максимальное количество кофейных зёрен, следует отметить Сан-Хосе, Алахуэла; провинции Эредия, Пунтаренас и Картаго. Всего же в Коста-Рике 8 основных «кофейных» регионов.
Кофе, производимый в этих регионах, не только экспортируется практически во все страны мира, но и снабжает саму Коста-Рику.

## История

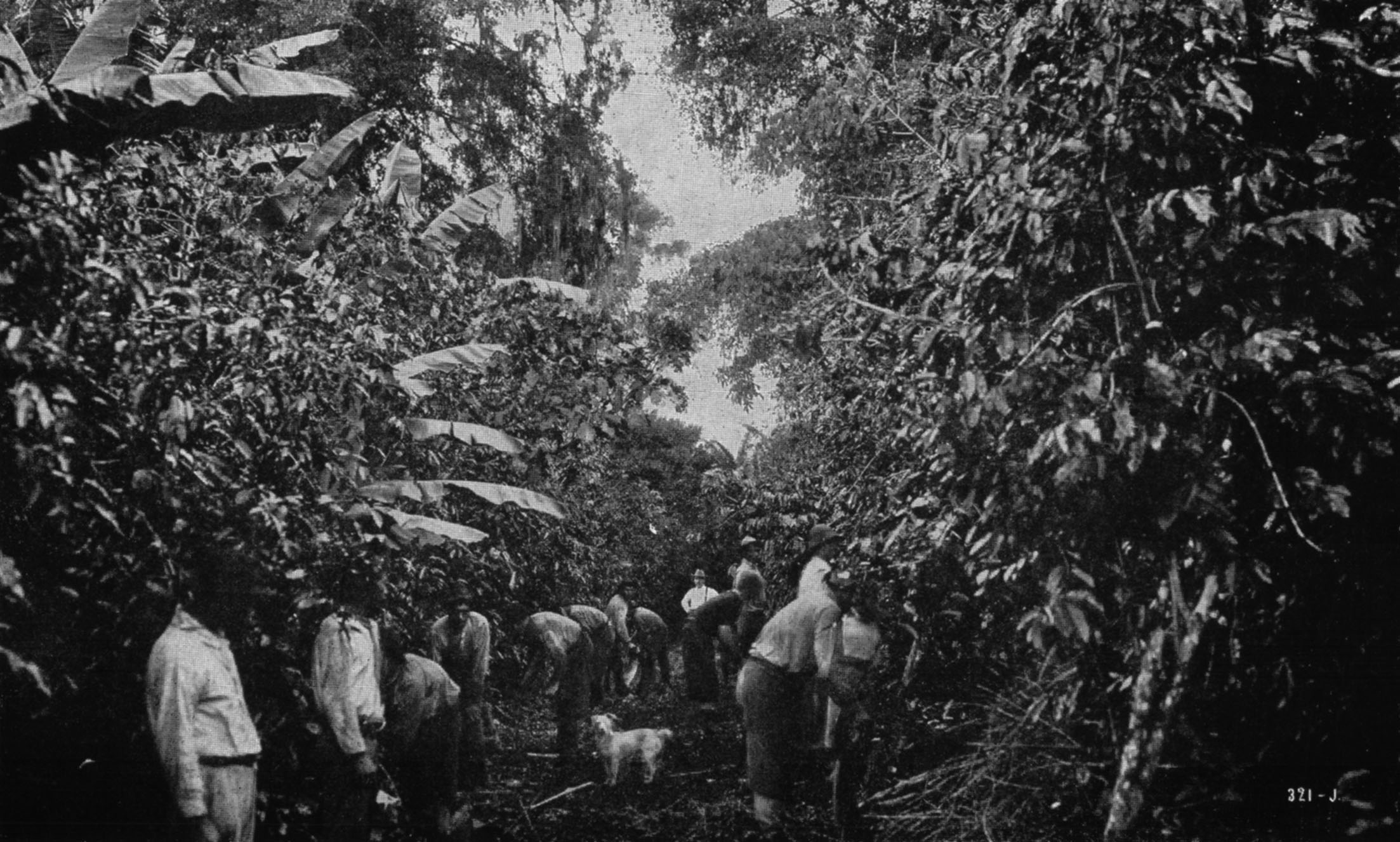
Рабочие на плантации кофе в Коста-Рике

Производство кофе на территории Коста-Рики берёт начало в далёком 1779 году, в центральном регионе испанской колонии, в городе Месета, имеющем оптимальное сочетание климатических условий и характеристик почвы для кофейных плантаций.
Семена «аравийского кофе» импортировали из Эфиопии в Европу, откуда попали на Коста-Рику. Благодаря инициативе Феликса Веларде, священника, в начале 19 века началось культивирование кофе, и вскоре правительство Коста-Рики решило поощрять производство кофе в стране, предлагая земельные участки тем, кто решил заняться кофейными плантациями. Таким образом колониальный строй в Коста-Рике был преобразован в более организованное производство, и кофейные плантации стали стремительно расти, но, тем не менее, появляющиеся «кофейные бароны» сыграли немаловажную роль в неравенстве между социальными слоями.
После начала войны за независимость испанских колоний (в которой с 1821 года приняла участие и Коста-Рика) экспорт кофе продолжился через южную границу. Вскоре, уже в 1829 году, кофе стал основным источником дохода Коста-Рики, обойдя какао, табак и сахар.
В 1830 году началось выращивание кофе в центральном регионе, расширение кофейных плантаций привело к сокращение лесов (и в дальнейшем — увеличило риск эрозии почв). В 1832 году страна начала экспортировать кофе напрямую в Чили, где зёрна повторно упаковывались и переправлялись в Англию под названием «Чилийский кофе Вальпараисо».
Неизвестно, сколько ещё лет прозябало бы в тени Чили коста-риканское кофейное производство, если бы в середине 1800-х годов капитан английского судна «Монарх», Уильям Ле Лашер Лайон, перевозивший груз с кофе в Англию, не разглядел бы перспективность прямого сотрудничества с костариканцами. Группа экспортёров-«невидимок» из Коста-Рики поставила перед капитаном задачу доставить несколько сотен фунтов кофе в Лондон (что было выполнено — и коста-риканский кофе стал известен в Европе). Вслед за Европой любовь к коста-риканскому кофе подхватили и США.
Стремительный рост кофейной торговли с привлечением иностранных инвесторов, не мог не изменить облик страны, бывшей до того момента всего лишь скромной колонией. Рост уровня жизни в Коста-Рике повышался в геометрической прогрессии — так же, как возрастала модернизация страны и укреплялась экономика.
Строительство железных дорог (главной из которых являлась построенная в 1871—1890 гг. линия от столицы к порту Лимон на побережье Атлантического океана) позволила увеличить объёмы экспорта товаров из внутренних районов страны. В 1881 году экспорт кофе из Коста-Рики составил 18 тыс. стандартных мешков.
В первой половине 1890х годов главными сельскохозяйственными культурами страны являлись кофе, какао, табак, сахарный тростник, кукуруза и пшеница (при этом главными экспортными товарами являлись кофе, какао и бананы).
Таким образом, к середине 20 века, кофейное производство стало для Коста-Рики не просто экономически выгодной необходимостью, но и предоставляло плантаторам все привилегии высших слоёв общества. Из-за того, что вся экономика Коста-Рики была сосредоточена на производстве кофе, любое колебание цен на мировом рынке могло вызвать нестабильность, повлияв на экономическую и политическую ситуацию в стране. Но, к счастью, цены на кофе на мировых биржах оставались высокими, и агропромышленность продолжала развиваться.
В 1948—1952 гг. площадь кофейных плантаций составляла 51 тыс. га, сбор кофе составлял около 23,2 тыс. тонн в год. В 1955 году правительство ввело экспортный налог на кофе. Период с 1950 по 1970 гг. можно по праву считать самым существенным в плане роста и развития экономики в стране.
В 1955 году кофе дало 47,5 % экспорта. В 1956/1957 году сбор кофе составил 36,8 тыс. тонн. 
В 1959 году сбор кофе составил 51,4 тыс. тонн.
В 1970 году объём производства кофе составил 100 тыс. тонн.
Но в конце 1970-х годов цены на кофе резко ушли вниз, ударив тем самым по, до того успешной, экономической ситуации. Несмотря на последующее увеличение объёма производства кофе, снижение дохода происходило регулярно. Уже в начале 1980 годов внешний долг Коста-Рики был настолько высок, что страна не могла выплачивать проценты по нему, поскольку инфляция продолжала свой рост, размер государственных доходов — падение, а экономика претерпевала жесточайший кризис. В конце 1980х — начале 1990х годов было предпринято несколько попыток создать квоты на экспорт кофе, с помощью которых можно было бы стабилизировать мировые цены продукта, но все они не увенчались успехом.
В 1981 году сбор кофе составил 120 тыс. тонн, в 1982 году — 113 тыс. тонн, в 1987 году — 110 тыс. тонн, в 1988 году — 145 тыс. тонн.
1 января 1995 года Коста-Рика вступила во Всемирную торговую организацию.
В 1997 году число рабочих мест на фабриках, производящих кофе, было увеличено на 28 %, и доход от производства кофе достиг уровня 20 % от ВНП страны.
В 2006 году кофе занял третью позицию среди экспортных товаров Коста-Рики, уступив первенство экспорту бананов (до этого времени в течение почти ста лет именно кофе принадлежало первое место в ряду экспортируемых культур).

## Производство
В настоящее время производство кофе в центральной части страны, вокруг Сан-Хосе, существенно сократилось — в связи с ростом города и сокращением сельской зоны.
Для работы на плантациях часто нанимаются иммигранты из Никарагуа, поскольку эта работа исключительно сезонная, и, к сожалению, низкооплачиваемая — за корзину собранного кофе полагается около полутора долларов США. Что, впрочем, является средним заработком в остальных секторах агропромышленности Коста-Рики.
После сбора кофейные ягоды транспортируются на перерабатывающие предприятия, где их моют и удаляют мякоть вокруг зёрен. В Коста-Рике эти предприятия считают наиболее прибыльными, но для окружающей среды процесс удаления мякоти несёт негативные последствия.
После обработки зёрен их сортируют по размеру и форме, затем высушивают на прямых солнечных лучах. На некоторых фабриках естественное обсушивание заменили на более технологичное. После этого кофе подлежит упаковке.

## Репутация
Коста-Риканский кофе действительно признан одним из лучших в мире. Регион Таррасу, производящий около 33 % всего кофе Коста-Рики, знаменит тем, что производит сорт кофе «катурра» — по классификации зёрен это класс «очень твёрдое зерно», Strictly Hard Bean.
В 2012 году именно кофе Tarrazú стал самым дорогим сортом кофе за всю историю, проданным сети кофеен Starbucks в США.
Министерство Сельского хозяйства совместно с Институтом Кофе Коста-Рики ежегодно проводят Национальный День Кофе. В фестивале принимают участие различные производители, лучший из которых становится обладателем награды «Кубок Совершенства», и получает возможность продавать свою продукцию на международном аукционе.

### Основные регионы и сезоны сбора урожая
Основные регионы кофейных плантация представлены в таблице ниже. Кофе лучшего качества произрастает в высокогорных районах, кофе более низкого качества выращивается в долинах.
| Регион                    | Высота           | Сезон урожая     | Классификация сырых кофейных зёрен, размер зёрен              |
| ------------------------- | ---------------- | ---------------- | ------------------------------------------------------------- |
| Плантации Западной долины | 1200-1650 метров | Ноябрь-март      | Высокая кислотность Экстра крупное зерно Очень сильный аромат |
| Таррасу                   | 1200-1700 метров | декабрь-март     | Высокая кислотность Крупное зерно Очень сильный аромат        |
| Трес-Риос                 | 1200-1650 метров | декабрь-март     | Высокая кислотность Крупное зерно Очень сильный аромат        |
| Ороси                     | 900-1200 метров  | сентябрь-февраль | Средняя кислотность Среднее зерно Средний аромат              |
| Брунка                    | 800-1200 метров  | август-январь    | Нормальная кислотность Нормальное зерно Умеренный аромат      |
| Турриальба                | 600-900 метров   | июль-декабрь     | Нормальная кислотность Мелкое зерно Средний аромат            |

## Воздействие на окружающую среду

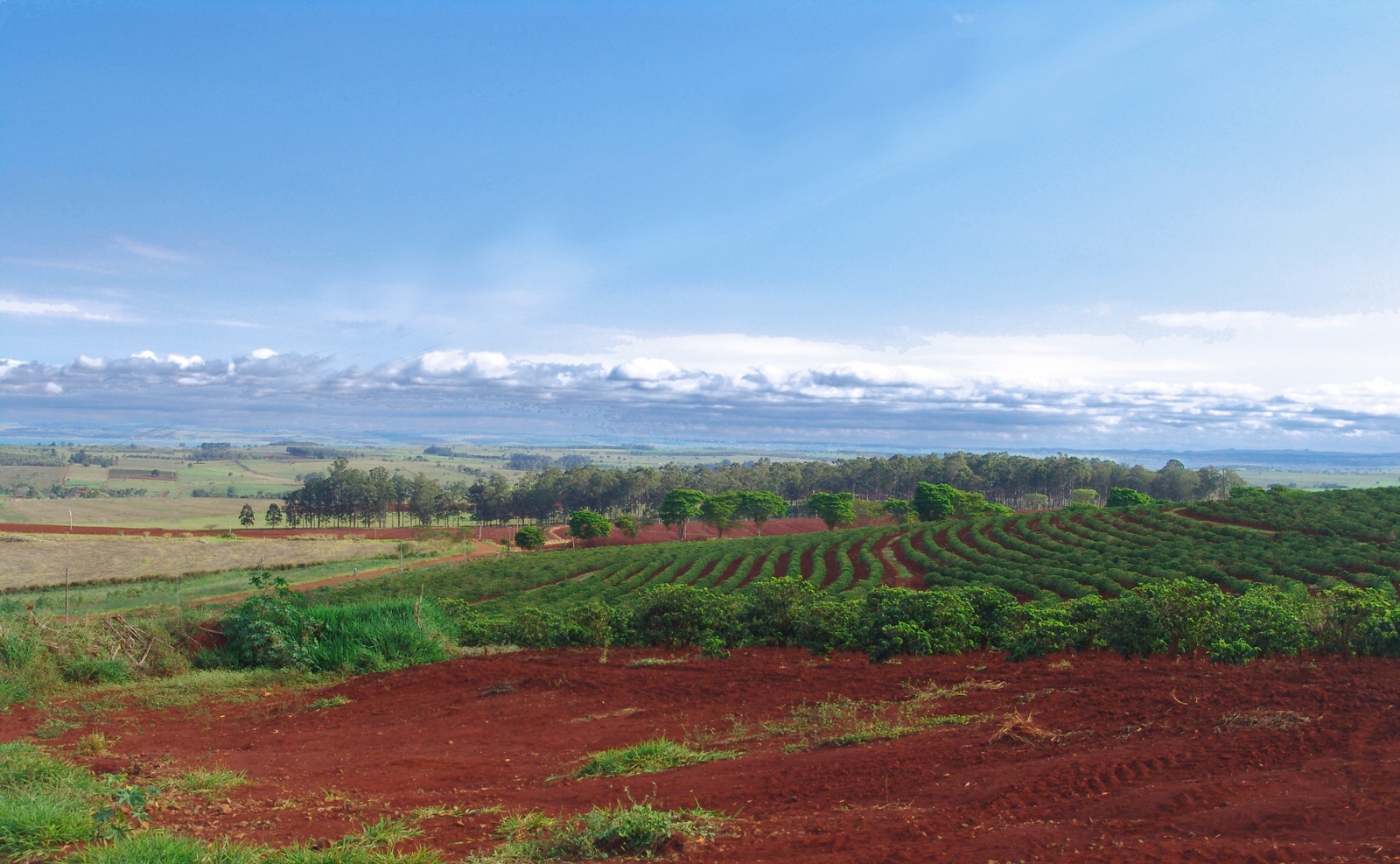
Производство кофе может увеличить риск эрозии почвы

Несмотря на то, что производство кофе — это основной источник дохода на Коста-Рике, оно влечёт за собой несколько проблем, связанных с загрязнением окружающей среды. Главная экологическая проблема — это загрязнение рек во время процесса очистки зёрен на предприятиях. Отходы от производства кофе, содержащие высокий уровень кислоты, не только загрязняют источники пресной воды, но и нарушают экосистему рек.
В 1995 году правительство Коста-Рики приняло закон, согласно которому отходы от производства кофе следовало утилизировать, следуя регламенту. Некоторые производители пытались использовать отходы в качестве удобрения для почвы, но этот взнос в охрану природы не может сравниться с тем ущербом, который наносят при вырубке лесов для строительства новых фабрик.